# پگاسوس ایرلاینز

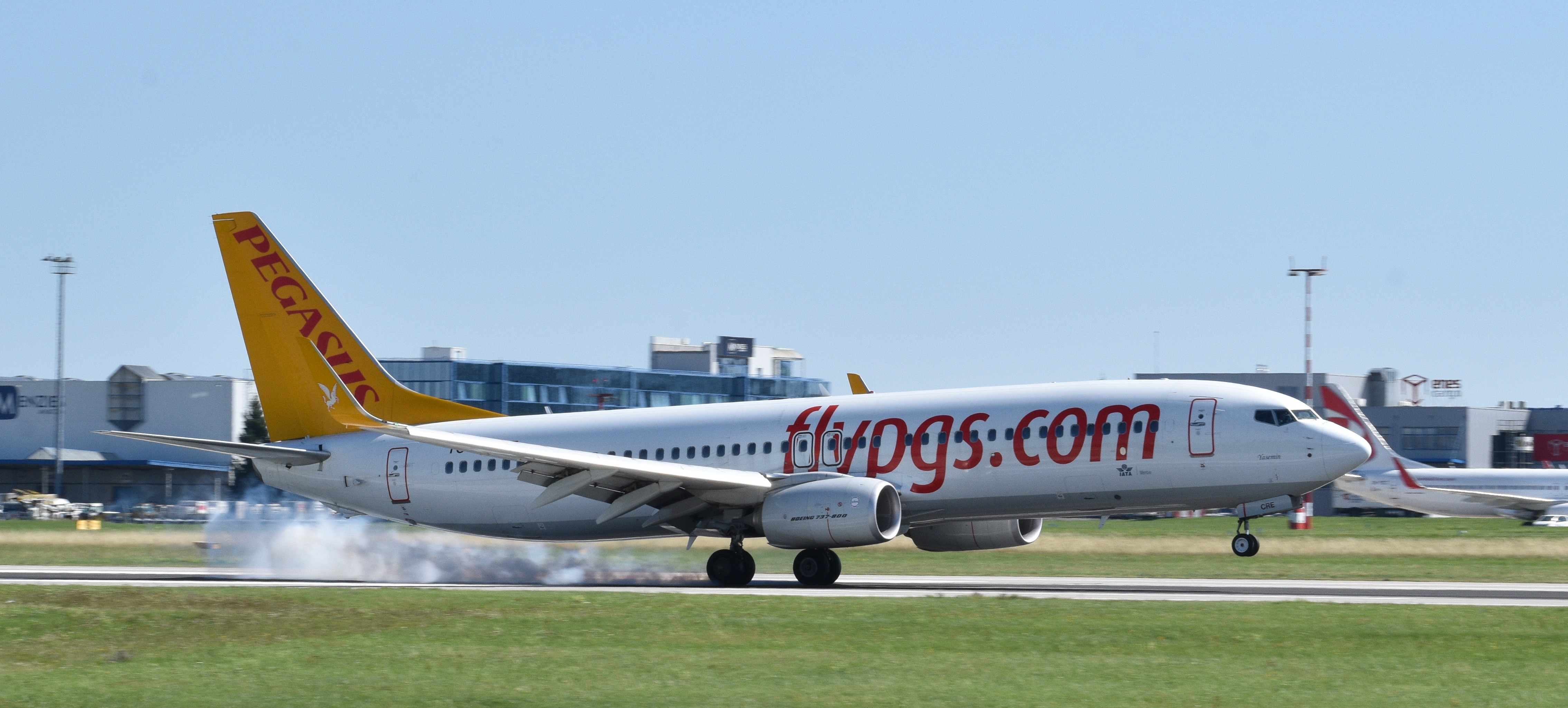

هواپیمایی پگاسوس (به انگلیسی: Pegasus Airlines) شرکت هواپیمایی ترکیه‌ای است، که دفتر مرکزی آن در پندیک، استانبول قرار دارد. این شرکت متعلق به خانواده سابانجی می‌باشد.
شرکت هواپیمایی پگاسوس در سال‌های نخست فعالیتش، به‌عنوان اپراتور پروازهای چارتر شرکت ایر لینگاس فعالیت می‌نمود. این شرکت هم‌اکنون متعلق به کمپانی اساس هولدینگ می‌باشد و با در اختیار داشتن ناوگانی از ۵۲ فروند هواپیمای جت مسافربری، یکی از بزرگترین شرکت‌های هواپیمایی اروپا، در کلاس ترابری ارزان‌قیمت به‌شمار می‌آید.

## تاریخچه
شرکت هواپیمایی پگاسوس در سال ۱۹۸۹ با مشارکت دو شرکت نت‌ایر و سیلک‌ایر، همچنین با همکاری شرکت هواپیمایی ایر لینگاس به عنوان یک شرکت ارائه‌کننده پروازهای چارتر، تحت نام خطوط هوایی و خدماتی پگاسوس تشکیل شد و از ۱۵ آوریل ۱۹۹۰ با دو فروند بوئینگ ۷۳۷-۴۰۰ شروع به کار نمود. پس از چهار ماه از شروع کاری این شرکت هواپیمایی، عراق به کویت حمله کرد و شرایط به مدت هفت ماه، منطقه را به حالت خطرناک تبدیل نمود، این اتفاق تأثیر بزرگی بر صنعت گردشگری ترکیه و بازار خدمات هواپیماهای چارتر گذاشت.
در سال ۱۹۹۲ توریست‌ها مجدداً به این کشور بازگشتند و پگاسوس نیز سومین هواپیمای خود، که یک فروند بوئینگ ۷۳۷ بود را خریداری کرد. همچنین بر اساس تقاضای بالای خرید برای تابستان، دو هواپیمای ایرباس ای۳۲۰ نیز اجاره نمود.
بعد از دو سال تجاری خوب، خطوط هوایی ایر لینگاس و نت‌ایر، سهام مشارکت خود را در سال ۱۹۹۴ به شرکتی در استانبول به نام یاپی کردی بانک که متعلق به خانواده کوچ است، به فروش رساندند، که در پی آن پگاسوس کاملاً به یک شرکت ترکیه‌ای تبدیل شد.
در ۴ سپتامبر ۱۹۹۷ پگاسوس به عنوان اولین شرکت ترک، یک فروند بوئینگ ۷۳۷-۴۰۰ و یک فروند بوئینگ ۷۳۷ را به شرکت بوئینگ سفارش داد. همچنین خط هوایی قرارداد اجاره ۱۰ فروند بوئینگ ۷۳۷-۸۰۰ را نیز به آی‌ال‌اف‌سی ارائه نمود.
در ماه ژانویه سال ۲۰۰۵ خانواده سابانجی (دومین خانواده ثروتمند ترک) از طریق شرکت سابانجی هولدینگ اقدام به خریداری خطوط هواپیمایی پگاسوس نمود، که در پی آن، علی سابانجی به مدیرعاملی شرکت پگاسوس منصوب شد. وی دو ماه بعد، نوع فعالیت پگاسوس را از یک شرکت هواپیمایی چارتر، به شرکت هواپیمایی ارزان‌قیمت تغییر داد. در ماه نوامبر ۲۰۰۵ این شرکت ۱۲ فروند هواپیمای بوئینگ ۷۳۷-۸۰۰ را سفارش داد، که در نوامبر ۲۰۰۸ تمامی ۱۲ فروند را تحویل گرفت. بعد از مدتی بر اساس تقاضای بازار هواپیماهای بوئینگ ۷۳۷-۸۰۰ از ۱۴۹ صندلی به ۲۱۵ صندلی بوئینگ ۷۳۷-۹۰۰ ارتقا داده شد.
شرکت پگاسوس در سال ۲۰۰۷ بیشترین مسافر را به عنوان خطوط هواپیمایی خصوصی در ترکیه جابه‌جا کرد و در سال ۲۰۰۸ در مجموع به ۴٫۴ میلیون مسافر خدمات پروازی ارائه نمود.
در سال ۲۰۱۲ هواپیمایی پگاسوس به عنوان دومین هواپیمایی بزرگ ترکیه معرفی شد، که در ناوگان هواپیمایی خود بیش از ۱۰۰ فروند ایرباس ای۳۲۰، ۵۷ فروند ایرباس ای۳۲۰-نئو و ۱۸ فروند ایرباس ای۳۲۱ را در اختیار دارد. این شرکت همچنین اولین مشتری ترکیه‌ای هواپیمای ایرباس ای۳۲۰-نئو است، که بزرگترین قرارداد هواپیماهای تجاری بین خطوط هواپیمایی ترکیه محسوب می‌شود.
در ژوئیه ۲۰۱۲ هواپیمایی پگاسوس ۴۹٪ درصد از سهام هواپیمایی قرقیزستان را از شرکت ایر ماناس خریدار نمود. در ۲۲ مارس ۲۰۱۳ اولین هواپیمای خود را با نام تجاری پگاسوس آسیا معرفی نمود.
شرکت پگاسوس ۳۴٫۵٪ از سهام خود را در ۲۶ آوریل ۲۰۱۳ در بازار بورس استانبول عرضه نمود.

## مقاصد مشترک
شرکت پگاسوس در مسیرهای پروازی، با شرکت‌های زیر دارای مقاصد مشترک است:
- هواپیمایی آذربایجان
- آی‌زدایر
- کی‌ال‌ام

## معنای پگاسوس
پگاسوس (به یونانی: Πήγασος) و (به انگلیسی: Pegasus) در اسطوره‌های یونان، اسب بالدار جاودانی؛ یار باوفای بلروفون است.